# مناطحة

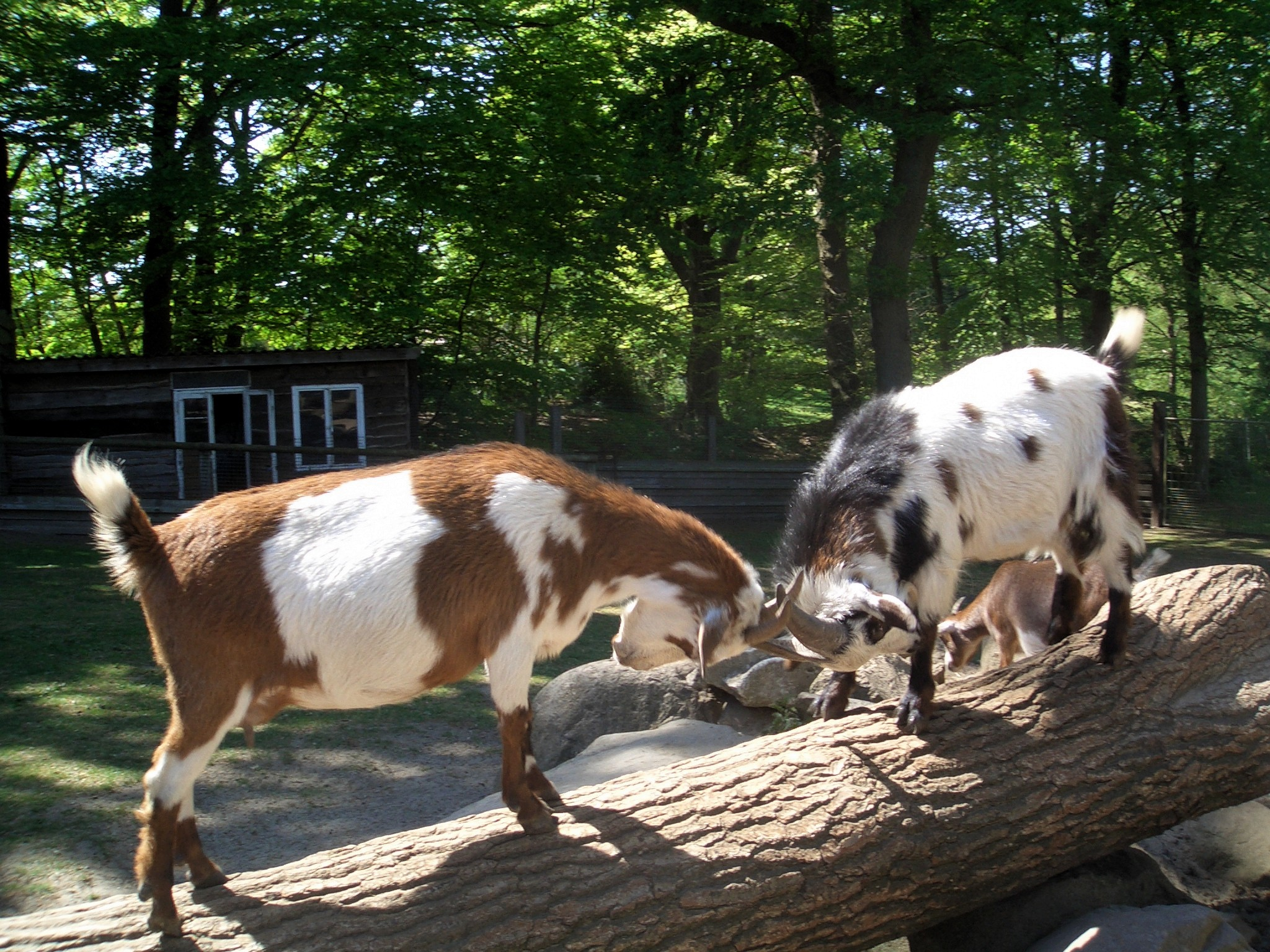
تتانطح التيوس بوقت الوِداق

المناطحة هي عراك الحيوانات بضرب رؤوسها ببعضها تنافساً، وتكون المنازلة الثنائية بالمناطحة بغرض التزاوج أو الهيمنة بوقت الوِداق. وهي تختص بالحيوانات المجترة ذوات القرون كالكباش والتيوس والثيران والأيائل، وحتى الزرافات. أما الأبل فيقال لعراكها بالخبط. يمارس البشر التحريش بين الحيوانات للتسلية والقمار.ويستخدم المصطلح مجازاً للحديث عن الصراع والمنافسة بين الناس والشركات

## أغراض المناطحة

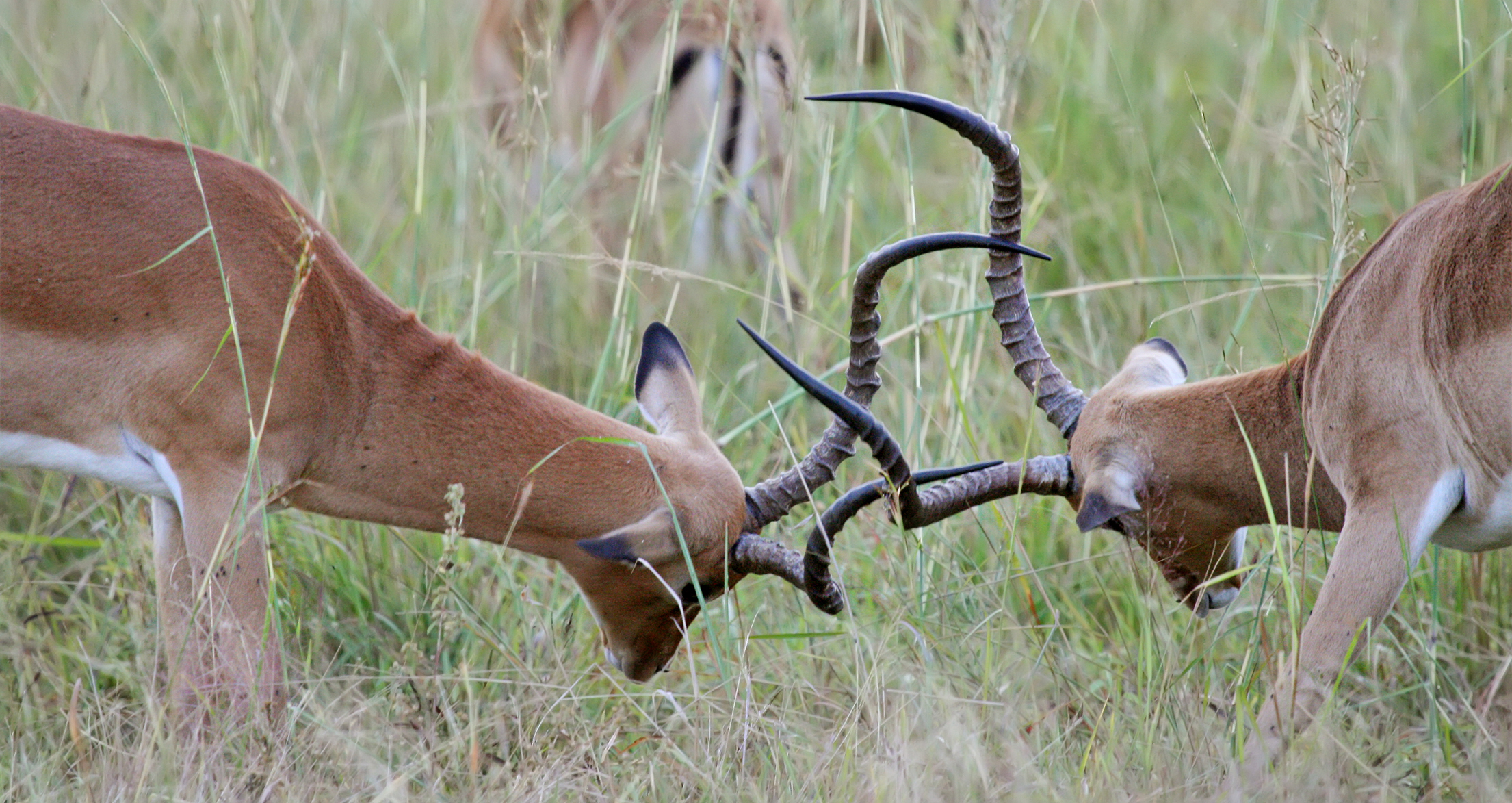
تتناطح ذكور الغزلان بوقت الوداق تنافساً على الإناث

تتناطح ذكور الحيوانات المجترة لعددٍ من الأسباب يمكن إجمالها كما يلي:
- خلال موسم التزاوج[4]، وبوقت الوداق حيث تزيد الهرمونات الذكورية من عدائية الذكور تجاه بعضها.
- للتنافس على التراتبية أو المكانة في القطيع.[5]
- للدافع عن الذات تجاه الحيوانات من نفس النوع أو غيره.

وعادة ما تنتهي المناطحة بشكل سريع بعد أن يفر أحد الذكرين مهزوماً. إلا أنها قد تتكرر إلى أن يخرج أحدهم منتصراً. ويمكن للمناطحة أن تتسبب بإصاباتٍ مختلفة، أهونها فقدان لحظي على التوزان. وقد تصل الإصابة إلى كسرٍ بالقرون أو بالضلوع، ولربما إلى الموت. وقد يحدث أن يتسبب الإنسان بإصابة الحيوانات خلال المنطاحة إن كان الحيز المتاح لها بالحظيرة صغيراً، فهي تتناطح غرائزياً وقد تصيب أنفسها بالسياج أو الجدران وما شابه. ومن المتكرر أيضاً أن تهاجم الذكور الإنسان بالمناطحة فتصيبه إصاباتٍ تختلف نتيجتها من حادثةِ إلى أخرى.

## المناطحة كرياضة

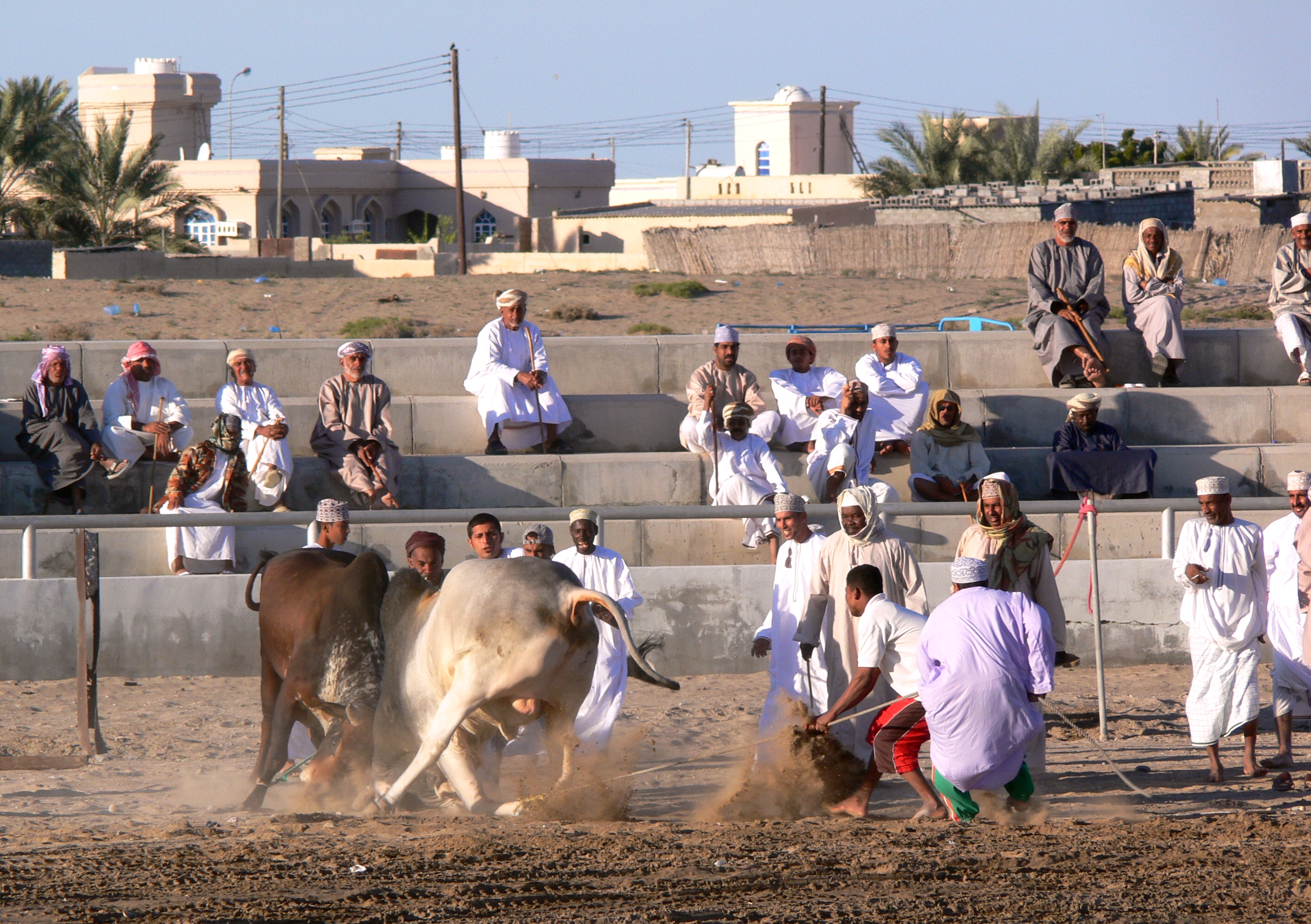
تتناطح الثيران في عُمان بفعالية شعبية اسمها النيروز

يحرش بعض الناس ذكور الحيوانات على المناطحة، كالثيران، للتسلية وللرهان عليها في ما يسمى بالرياضات الدامية أو الدمويّة. وتاريخياً كانت هذه «الرياضات» منتشرة في كل دول العالم. وفي التراث العربي والإسلامي، حرمتها الشريعة، وأناطت الدول بالمحتسب مهمة منع مناطحة الحيوانات بهدف التسلية. لكن تذكر المصادر بأن هذه الرياضات كانت شائعة في بلاد الشام والجزيرة ومصر. مثلاَ، كانت بعهود المماليك تندرج ضمن مفهوم الملعوب في الشارع، هي جهة سلطانية كان يتحصل منها مال للدولة وتنظم المراهنات والقمار على الحيوانات. وتذكر المصادر بأن الأمير الحاج آل ملك بعهد عماد الدين إسماعيل، حوالي 1325م، قد منع مناطحة الكباش، ومناقرة الديوك، والقرادة (فعل الحِيَل بالقرود) والدبابة (عمل الحِيَل بالدببة كترقيصها وما شابه). إلا أن المصادر المصرية تعود وتذكر بأن مناطحة الثيران كانت شائعة في بدايات القرن التاسع عشر.
أما في الوقت الحالي، وإن كانت أغلب الدول الحديثة قد حرمت هذه الرياضات كأغلب دول أوروبا وبعض الدول العربية كالأردن والسعودية، إلا أن بعض الدول لازالت تسمح بهذه الرياضة الدموية والتي لا تخلو من تعذيب للحيوانات التي تتصرف بغرزيتها. ومن هذه الدول الهند والإمارات العربية المتحدة وعُمان والجزائر والمغرب وتونس.
ففي عُمان، لازالت رياضة مناطحة الثيران رائجة ويسميها العُمانيون بالنيروز (وهو الاحتفال الإيراني ولربما إقتيس العُمانيون الاسم من جيرانهم لتعايشهم معهم خصوصاً في زنجبار التي ضمت الشعبين). وقد أعتاد العُمانيون على أن مساء الجمعة هو الوقت المخصص لإقامة النيروز طيلة شهور السنة، حيث يقام كل أسبوع في ولاية من الولايات الساحلية بمنطقة الباطنة. أما في تونس، فلقد أسس الجنرال علي سعيد يوم 25 أبريل/نيسان 1975 اتحادا ينظم رياضة مناطحة الكباش، لتكون تونس البلد الأول في العالم الذي بعث اتحادا للعبة بعدما كانت النزالات تدور بشكل عشوائي بعيد عن الشروط الفنية المنظمة لها. وفي الجزائر، يسميها العامة بلفظ نطاح الكباش، حيث صارت مصدر دخل مهم لمنظميها وساحة كبيرة للقمار والمراهنات.